# 34.788%... Complete
34.788%... Complete peti je studijski album britanskog doom metal sastava My Dying Bride. Album je 6. listopada 1998. godine objavila diskografska kuća Peaceville Records. 

## O albumu
34.788%... Complete jedini je album My Dying Bridea na kojem je bubnjeve svirao Bill Law. Također je prvi album grupe na kojem nije svirao dugogodišnji klavijaturist i violinist Martin Powell, koji je postao koncertni član sastava Anathema ubrzo nakon izlaska iz sastava i punopravni član Cradle of Filtha dvije godine nakon objave albuma.
Recitirani interludij u skladbi „The Whore, the Cook and the Mother” baziran je na simuliranoj metodi ispitivanja iz filma Blade Runner. Pitanja su postavljana na kantonskom jeziku i zatim obrnuta te se naknadno mogu čuti odgovori pjevača Aarona Stainthorpea.
Naziv albuma proizašao je iz sna gitarista Calvina Robertshawa u kojem mu je bilo rečeno kako ljudska vrsta ima ograničeni životni vijek na Zemlji, od kojeg je već 34.788% potrošeno.
Album je posvećen sjećanju na Richarda Jacksona, oca basista Adriana Jacksona.
Za razliku od ostalih uradaka grupe, 34.788%... Complete prikazao je utjecaje elektroničke glazbe, no oni su na naknadnim albumima bili napušteni.

## Popis pjesama
| 1.    | »The Whore, the Cook and the Mother«  | 11:59 |
| 2.    | »The Stance of Evander Sinque«        | 5:31  |
| 3.    | »Der Überlebende« ("Preživjeli")      | 7:38  |
| 4.    | »Heroin Chic«                         | 8:04  |
| 5.    | »Apocalypse Woman«                    | 7:37  |
| 6.    | »Base Level Erotica«                  | 9:54  |
| 7.    | »Under Your Wings and into Your Arms« | 5:58  |
| 56:41 |                                       |       |

| Bonus skladba s japanske inačice | Bonus skladba s japanske inačice | Bonus skladba s japanske inačice | Bonus skladba s japanske inačice | Bonus skladba s japanske inačice | Bonus skladba s japanske inačice | Bonus skladba s japanske inačice | Bonus skladba s japanske inačice | Bonus skladba s japanske inačice | Bonus skladba s japanske inačice |
| Br.                              | Skladba                          | Trajanje                         |                                  |                                  |                                  |                                  |                                  |                                  |                                  |
| -------------------------------- | -------------------------------- | -------------------------------- | -------------------------------- | -------------------------------- | -------------------------------- | -------------------------------- | -------------------------------- | -------------------------------- | -------------------------------- |
| 8.                               | »Follower«                       | 5:12                             |                                  |                                  |                                  |                                  |                                  |                                  |                                  |
| 61:53                            |                                  |                                  |                                  |                                  |                                  |                                  |                                  |                                  |                                  |

## Recenzije
Jason Ankeny, glazbeni kritičar sa stranice AllMusic, dodijelio je albumu tri od pet zvjezdica te je izjavio: "Iako nije kreativni napredak u rangu prethodnog albuma Like Gods of the Sun, zanimljivo nazvan 34.788%... Complete i dalje otkriva nove aspekte zvuka My Dying Bridea; ovdje se ističe dinamični dvostruki gitarski rad Calvina Robertshawa i Andrewa Craighana, koji je u skladbama poput "The Whore, the Cook and the Mother", „Heroin Chic” i „Base Level Erotica” zaslužan za mnogo njihove suštinske intenzivnosti."

## Zasluge
| My Dying Bride - Aaron – vokali - Andrew – gitara - Calvin – gitara, produkcija, pomoćni inženjer zvuka, miksanje - Ade – bas-gitara - Bill Law – bubnjevi | Dodatni glazbenici - Michelle Richfield – vokali (na pjesmi "Heroin Chic") - Keith Appleton – klavijature Ostalo osoblje - Mags – produkcija, inženjer zvuka, miksanje - Stevie Clow – pomoćni inženjer zvuka - James Anderson – pomoćni inženjer zvuka |